# 鸡柏紫藤
鸡柏紫藤（学名：Elaeagnus loureiroi）为胡颓子科胡颓子属下的一个种。

## 扩展阅读
- 維基物種上的相關：鸡柏紫藤